# فابير-كاستل
فابر-كاستل (بالألمانية: Faber-Castell) شركة ألمانية أسسها كاسبر فابير في عام 1761 في مدينة نورنبرغ الألمانية، وتعمل بصناعة الأدوات المكتبية، ومواد الرسم، وأدوات القرطاسية مثل الدباسة والحاسبة والممحاة والمسطرة. تشتهر الشركة بإنتاج أشهر أنواع أقلام الرصاص في العالم من مصنعها الكائن في البرازيل.

## العائلة
تم تكريم لوثار فابر الثري للغاية في عام 1861 وجعل البارون فون فابر في مملكة بافاريا في عام 1881. أبناء ابنه الوحيد فيلهلم (1851-1893) (من زوجته بيرثا فابر {1856-1940} ابنة لوثر الأصغر. شقيق إيبرهارد {1822-1879} الذي أسس فرع الشركة في نيويورك بعد أن توفي صغيرًا تم ترتيب زواج لحفيدته ووريثته أوتيلي مع سليل إحدى السلالات الحاكمة السابقة في ألمانيا. ومع ذلك، في الإمبراطورية الألمانية المحافظة في نهاية القرن في أوروبا كان زواج فابر من عائلة من طبقة النبلاء العالية يعتبر قفزة اجتماعية جريئة للغاية. كان من الممكن أن يكون الزواج المورجاني ضروريًا ولم يكن من الممكن أن تظل أعمال قلم فابر في أيدي أحفادهم لأن الاتجار في التجارة كان لا يزال يعتبر عملاً من أعمال التقليل الاجتماعي بين أعضاء هوشادل.
لحل هذه المعضلة تخلى العريس المختار الكونت ألكساندر فون كاستل رودينهاوزن (1866-1928) عن رتبة ولادته قبل الزواج. كانت عائلة كاستل من الشخصيات الإمبراطورية في فرانكونيا والمعروفة منذ القرن الحادي عشر. عندما تم حل الإمبراطورية الرومانية المقدسة تحت ضغط من نابليون الأول في عام 1806 ضمت مملكة بافاريا أراضي كاستل. على الرغم من حرمانهم من السيادة تم التوسط في عام 1815وتم الاعتراف رسميًا بمرتبهم مع السلالات الحاكمة في أوروبا وتم منح العائلة اللقب الوراثي للأمير.
الكونت ألكساندر الابن الأصغر للأمير الأول، تزوج من وريثة قلم الرصاص البارونة أوتيلي فون فابر (1877-1944)، في عام 1898. حصل على اللقب الوراثي الجديد للكونت فون فابر كاستل في بافاريا لأحفاد زواجهما. على الرغم من أن ألكسندر وأوتيلي انفصلا في عام 1918، فقد نقل صندوق أعمال فابر رئاسة الشركة إلى ألكساندر، الذي احتفظ حتى بقصر فابرز الذي تم تجديده في شتاين (والذي سيُنقل إلى صحفيي البليت خلال محاكمات نورمبرج بما في ذلك إرنست همنغواي وجون شتاينبك ).
في عام 1927 استأنف الإسكندر اسمه الأصلي لنفسه، زوجته الثانية (ولدت الكونتيسة مارغيت زيدتويتز فون مورافان أوند دوبو، 1886-1973) وابنهما، الكونت رادولف (1922-2004). لم يتم اعتبار قضيته من الزواج الأول أبدًا سلالات منزل كاستل، لكنهم ورثوا ثروة فابر الهائلة واستمروا في تضمين كاستل باسمهم مع اللقب الهزلي.
استمرت الفروع المختلفة للعائلة في الازدهار لكن حيازات شركتي فابر وفابر كاستل تنتقل عادة إلى أكبر ذكر من سلالة الأب. ورث ابن ألكسندر وأوتيلي الوحيد، الكونت رولاند فون فابر كاستل (1905-1978)، رئاسة شركات فابر كاستل من والديه. ترك ابنه الأكبر هوبيرتوس فون فابر- كاسل شركة العائلة بعد خلاف مع والده وخلفه أخوه الأصغر أنتون ولفجانج (1941-2016). باعتباره أول مولود ورث الكونت أوبرتوس غالبية أصول العائلة، لكنه باع معظم أسهم شركته إلى خليفته بعد ترك الشركة. انضم الكونت هوبيرتوس إلى شركة عائلة الأمهات سال أوبنهايم. جعلت حصص الشركة الكونت هوبيرتوس فون فابر- كاستيل مليارديرًا. الكونت أنطون فولفجانج فون فابر كاستل الذي ترك ابنًا تشارلز ألكسندر فون فابر كاستل (ولد في زيورخ في 20 يونيو 1980) من زواجه عام 1986 من كارلا ماتيلد لامش. استمرت أرملته ماري هوجان (مواليد 1951) في منصب المدير العام لقسم مستحضرات التجميل في شركة فابر كاستل. بناته الثلاث الكونتيسة كاتارينا إليزابيث (ولدت في 5 مايو 1988)، وتوأمه الكونتيسة سارة أنجيلا والكونتيسة فيكتوريا ماريا (من مواليد 1 أغسطس 1996) خلفته.
تزوجت ابنة هوبيرتوس الكونتيسة فلوريا - فرانزيسكا من فابر - كاستيل (مواليد 1974) في كرونبرج إم تانوس في 17 مايو 2003 في حفل زفاف حظي بتغطية إعلامية كبيرة حضره أعضاء من العائلات الحاكمة في أوروبا، إلى كنيسة القديس دوناتوس الكاثوليكية، أمير هيس الوراثي حفيد الملك فيكتور إيمانويل الثالث ملك إيطاليا وابن شقيق الأميرة صوفي أميرة اليونان والدنمارك شقيقة الأمير البريطاني فيليب دوق إدنبرة. ابنته الثانية هي فاعلة الخير الألمانية السويسرية كارولين فون فابر كاستل، وهي متزوجة من رجل الأعمال مايكل جوتزنس المقيم في دوسلدورف. تزوج باتريك فون فابر كاستل علنًا من الممثلة الألمانية مارييلا أرينز في قلعة فابر كاستل بالقرب من نورمبرغ.

## مكاتب
يوجد حوالي 16 مصنعًا (في 10 دول) تصنع بشكل أساسي أدوات الكتابة.
| بلدان      | اسم النبات  | سنة التأسيس | المنتجات المصنعة |
| ---------- | ----------- | ----------- | --- |
| كوستا ريكا | نيلي        | 1996        | أقلام الرصاص (الجرافيت واللون) |
| بيرو       | ليما        | 1965        | المنتجات المتعلقة بالكيمياء الثقيلة (المحايات والقواعد ومعدات الكتابة) وأقلام التحديد (أقلام التلوين والرؤوس الدقيقة) |
| كولومبيا   | بوغوتا      | 1976        | أقلام الشمع وملحقات الرسم |
| البرازيل   | براتا       | 1989        | مشاتل لأشجار الصنوبر والمناشر |
| البرازيل   | ماناوس      | 1989        | المنتجات المتعلقة بالكيمياء الثقيلة (المحايات والقواعد ومعدات الكتابة) |
| البرازيل   | ساو كارلوس  | الخمسينيات  | أقلام الرصاص (الجرافيت والألوان)، والمكياج، وخط المدرسة (أقلام الرصاص، والمبرايات، وطلاء الملصقات والأصابع، وأقلام الشمع، وأقلام التحديد) خط الفنون الجميلة والفنون الجميلة (أقلام التحديد الدائمة)، وخط المكاتب (قلم التمييز، والأقلام التنفيذية والترويجية)، والدفاتر والأوراق الإبداعية |
| الهند      | غوا         | 1998        | المنتجات المتعلقة بالكيمياء الثقيلة (المحايات والقواعد ومعدات الكتابة) وأقلام التحديد (أقلام التلوين والرؤوس الدقيقة) |
| النمسا     | إنجلهارتشيل | 1963        | أقلام التظليل وعلامات الحبر الدائمة (التصنيع والتجميع والدهانات) |
| ماليزيا    | كوالا لمبور | 1978        | البحث والتطوير، مبيعات مكتب آسيا والمحيط الهادئ، خط المدرسة (أقلام الرصاص، المحايات ومنتجات الكتابة) |
| نيجيريا    | إينوجو      | 1961        | منتجات المكياج |
| الصين      | قوانغتشو    | 2000        | خط المدرسة (المباري والمحايات وأدوات الكتابة) |
| إندونيسيا  | بيكاسي      | 1990        | أقلام الرصاص (الجرافيت واللون) |
| ألمانيا    | شتاين       | 1761        | البحث والتطوير، مكتب المبيعات والتسويق العالمي، خط المدرسة (أقلام الرصاص، المحايات ومنتجات الكتابة)، الخط المتميز (أقلام الرصاص، المحايات ومنتجات الكتابة) |

## منتجات
ابتداءً من خمسينيات القرن التاسع عشر، بدأت شركة فابر في استخدام الجرافيت من سيبيريا وخشب الأرز من فلوريدا لإنتاج أقلام الرصاص.
تشتهر شركة فابر-كاستل بعلامتها التجارية من أقلام، التي استخدمها فناني القصص المصورة والمانغا مثل آدم هيوز، تصدر حبرًا هنديًا خالٍ من الأحماض وأرشيفًا، ويأتي بألوان متنوعة. يحتوي الرسم البياني التالي على جميع خطوط إنتاج فابر كاستل.
| فئة                                              | منتجات |
| ------------------------------------------------ | --- |
| الفنون الاحترافية والجرافيك (الخط الأخضر)        | أقلام الرصاص (الجرافيت والألوان)، الباستيل، الفحم، المحايات، المباري                                                       |
| الأطفال والفنون المدرسية والجرافيك (الخط الأحمر) | أقلام الرصاص، الألوان المائية، فرش، علامات، الطباشير، محايات، برايات، النمذجة العجين، والباستيل النفط، أوراق، أقلام الموصل |
| الرسم الفني (الخط الأخضر)                        | أقلام الرصاص الميكانيكية، عبوات                                                                                            |
| أقلام                                            | أقلام حبر، أقلام حبر جاف، عبوات                                                                                            |
| أقلام فاخرة                                      | أقلام حبر جاف، قلم حبر جاف                                                                                                 |
| أوراق                                            | دفاتر ملاحظات، مذكرات، أوراق إبداعية، رزم، تقويمات                                                                         |

## معرض الصور

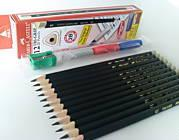
مجموعة من أقلام وأدوات فابر-كاستل.
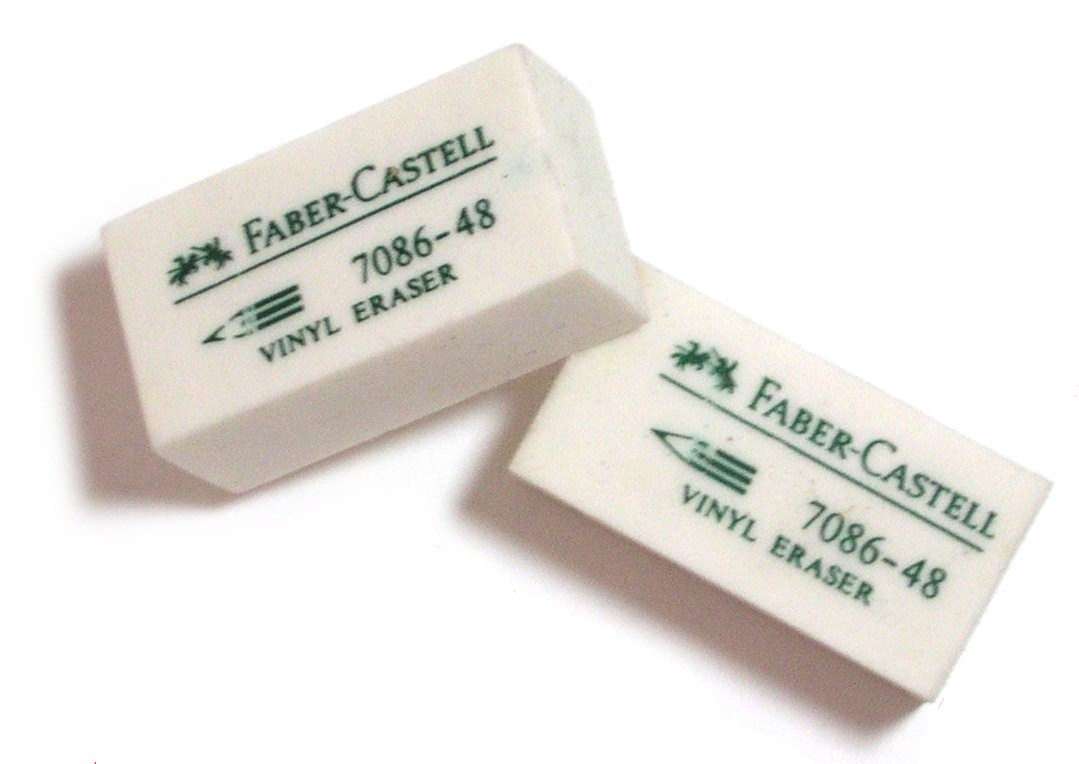
ممحاة فابر-كاستل.
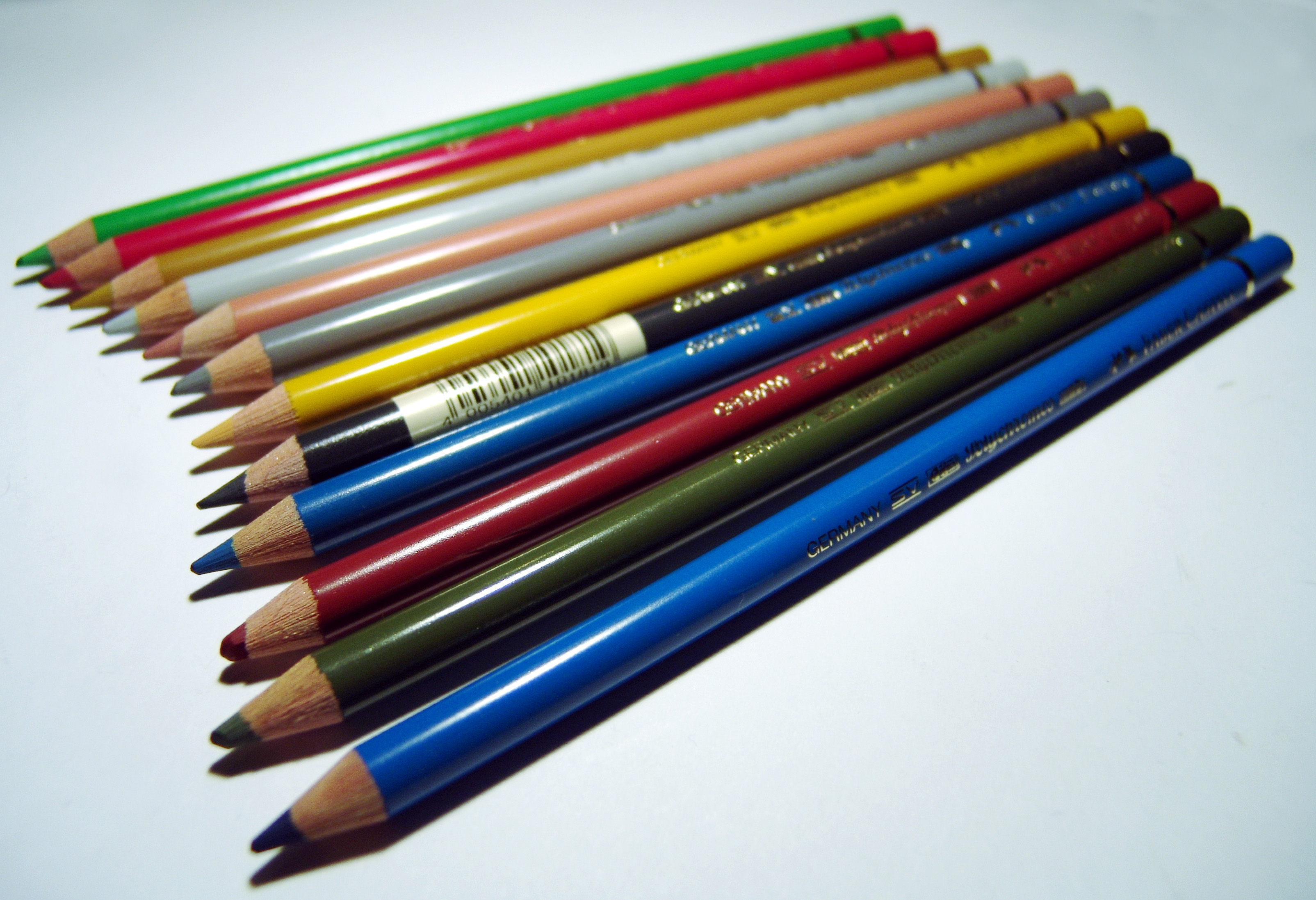
ألوان فابر-كاستل.

## وصلات خارجية
- الموقع الرسمي الألماني
- الموقع الرسمي العالمي
- Graf von فابر-كاستل
- فابير-كاستل (الولايات المتحدة) نسخة محفوظة 11 أبريل 2008 على موقع واي باك مشين.
- فابير-كاستل (البرازيل)
- فابير-كاستل (تايوان)